# نيغيهو
نيغيهو (باليابانية: ネギほ، بالروماجي: Negiho) هي مانغا يابانية من تأليف يوي تتكون من مجلد واحد، تتابع أحداث نيغيما!؟، نشرت من قبل كودانشا في مجلة بيساتسو شونن، منذ 9 سبتمبر عام 2010 حتى نوفمبر عام 2011.

## القصة
تدور أحداث القصة عن نيجي سبرينغفيلد هو مدرس جديد في أكاديمية ماهورا، تقع في حبه من النظرة الأولى فتاة اسمها أسونا وهي فتاة في مرحلة ما قبل المدرسة في الأكاديمية.

## الشخصيات
- نيجي سبرينغفيلد

- أسونا كاغورازاكا

- كونوكا كونوي

- أياكا يوكيهيرو

- نودوكا ميازاكي

- هارونا ساوتومي

- سيتسونا سيكورازاكيس

- يوي أياسي

- زازي راينيوداي

## وصلات خارجية
- نيغيهو على موقع كودانشا (In Japanese)

- نيغيهو على موقع ANN manga (الإنجليزية)